# Carlos Luquero
Carlos Luquero, né le 3 mai 1947, à Ávila, en Espagne, est un ancien joueur espagnol de basket-ball.